# Nomadul
Nomad: Războinicul (în kazahă Көшпенділер, Kóshpendiler) este un film epic istoric kazah din 2005 scris și co-produs de Rustam Ibragimbekov, avându-l ca producător executiv pe Miloš Forman și regizat de Serghei Bodrov, Ivan Passer și Talgat Temenov. A fost lansat pe 16 martie 2007 în America de Nord și în octombrie 2007 în România și a fost distribuit de The Weinstein Company. Au fost filmate două versiuni ale filmului: una în kazahă de către Temenov pentru distribuire în Kazahstan și una în engleză, regizate de Passer și Bodrov pentru distribuire în întreaga lume. Guvernul Kazahstanului a investit 40 de milioane de dolari în producția filmului, fiind cel mai scump film kazah realizat vreodată. Nomadul a fost filmul care a intrat pe lista oficială din partea Kazahstanului pentru premiul pentru cel mai bun film străin la cea de-a 79-a ediție a Premiilor Academiei. A fost și ultimul film pe care Passer l-a regizat înainte de moartea sa în 2020.

## Intrigă
Acțiunea are loc în secolul al XVIII-lea în Kazahstan, în timpul luptei kazahilor împotriva invaziilor mongole.
Oamenii sunt împărțiți în mai multe triburi de nomazi care cutreieră întinderile imense ale țării lor. Dar pacea este fragilă și un dușman comun amenință să anihileze aceste triburi. O profeție străveche care anunță nașterea unui copil, Mansur, un descendent al puternicului Ginghis Han, pare capabil să unească clanurile. Când inamicul află de acest copil, pleacă în căutarea lui pentru a-l elimina. Doar intervenția lui Oraz, un puternic războinic kazah, îi va oferi lui Mansur o cale de scăpare. Războinicul ia apoi copilul, sinonim cu speranța pentru poporul său, sub protecția sa și îl duce alături de copii din alte clanuri în câmpiilor Kazahstanului.

## Distribuție
- Kuno Becker în rolul Mansur
- Jay Hernandez în rolul Erali
- Jason Scott Lee în rolul Oraz cel înțelept
- Ayan Yesmagambetova în rolul Gaukhar
- Mark Dacascos în rolul Sharish
- Archie Kao în rolul Shangrek
- Tungyshbay Jamanqulov în rolul Abilqair
- Doskhan Joljaqsynov în rolul Galdan Ceren
- Yerik Joljaqsynov în rolul Barak
- Dilnaz Akhmadieva în rolul Hocha
- Azis Beyshinaliev în rolul Ragbat

## Recepție
Pe Metacritic, filmul are un scor mediu ponderat de 49 din 100, bazat pe 7 critici, indicând „recenzii mixte sau medii”.
Criticul revistei Variety Leslie Felperin, care a vizionat filmul la Festivalul de Film de la Locarno a scris că, „aproape fiecare tenge (moneda locală a Kazahstanului) și euro de la partenerul de coproducție din Franța Wild Bunch este vizibil pe ecran, judecând după costumele elaborate, decorurile imaginii și o distribuție de aproximativ o mie de oameni - oameni reali care nu sunt figuranți generați digital", și că regizorii Passer și Bodrov, asistați de (conform genericului) „regizorul local“" Talgat Temenov, au suficientă abilitate pentru a face filmul să fie convingător prin sinceritatea vechii școli de realizare [a filmului] și prin spectacolul pur [...].
În Statele Unite a fost neprofitabil deoarece filmul a reușit să strângă doar 79.123 de dolari. În timp ce majoritatea criticilor s-au bucurat de cinematografia și scenele de acțiune, ei au criticat filmul pentru actorie rudimentară, regie confuză și, pentru unii critici care au văzut versiunea în limba engleză, dublare slabă. Criticii au remarcat în special că filmul a avut un scenariu foarte slab, pentru replici precum o scenă între Mansur (Kuno Becker) și Gauhar (Ayan Yesmagambetova):

Mansur: „Ai parfumul lunii”.

Gauhar: „Are luna un parfum?”

## Premii și nominalizări
Pe lângă faptul că a intrat în cursa pentru cel mai bun film străin din partea Kazahstanului, Carlo Siliotto a primit o nominalizare la Globul de Aur pentru cea mai bună muzică originală.